# ICON A5
ICON A5飞机是一种由美国ICON Aircraft飞机公司研制的两栖轻型运动飞机。第一架概念机已于2008年首飞，但尚未开展批量生产。

## 设计

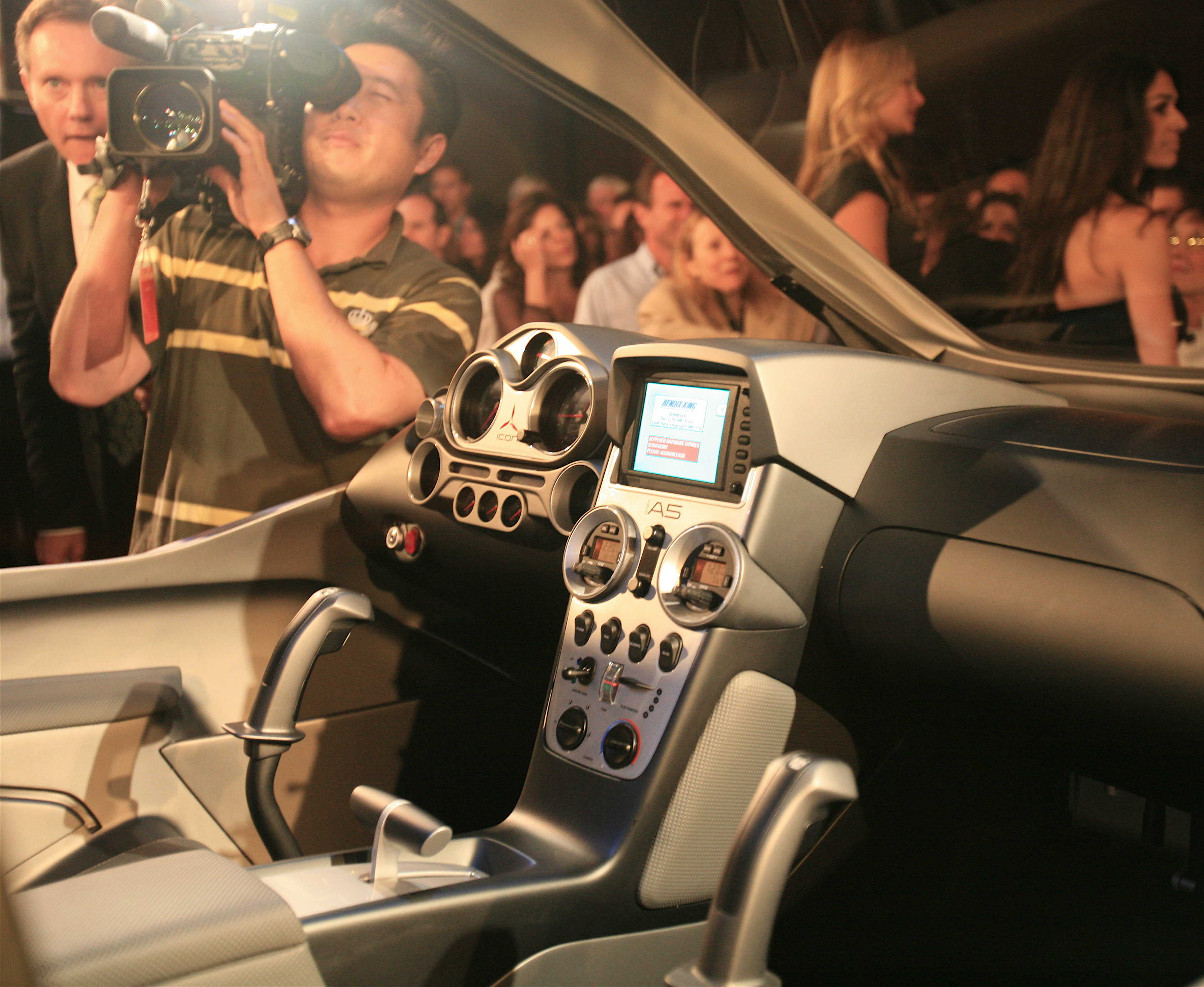
驾驶舱设计中结合了汽车的内装元素

A5是一架上单翼，船底两栖飞机。该机拥有碳纤维补强的机身以及收放式起落架，驾驶舱内最多可坐下两人。同时使用一具100马力（75千瓦）的Rotax 912iS引擎带动一只后置推力浆。采用了Dornier Flugzeugwerke风格的船舷以提供流体力学上的稳定性，同时给起落架提供收纳空间，也方便乘员上下机。机翼则可以折叠起来方便运输以及存放。航电设备中包含一个通用航空中比较罕见的迎角指示器。还可以选装整机用降落伞。

## 发展
- 一架原型机在2007到2008年间建成，并在2008年7月间完成了首飞。
- 2009年1月时，ICON公司宣布该机完成了三个测试阶段中第一阶段的测试（27次飞行），其中包含水上控制测试。
- 2009年2月，原型机进入第二阶段测试以细调空气动力及操控性能。[5]
- 2011年，升级后的防尾旋机翼通过了试飞，并在2012年2月完成该升级。为符合FAR23部类型认定中相关规定，ICON采用了在翼展方向上融合多种翼型的设计。